# Борисова Євгенія Вікторівна
Борисова Євгенія Вікторівна (нар.15 жовтня 1992) — українська спортсменка, яка спеціалізується на стрільбі з малокаліберної гвинтівки, бронзова призерка літньої Універсіади у Казані.

## Спортивні результати

### Універсіада 2013
На літній Універсіаді, яка проходила з 6-о по 17-е липня у Казані Євгенія виступала у 6 дисциплінах. та завоювала бронзову медаль (1756 очок) у командних змаганнях зі стрільби із малокаліберної гвинтівки лежачи з 50 метрів разом з Тетяною Тарасенко та Дариною Шаріповою. Перемогли спортсменки з Казахстану (1762), випередивши суперниць з Таїланду (1760).
Всі результати Євгенії на Універсіади 2013:
| Дисципліна                                   | Кваліфікація | Кваліфікація | Фінал        | Фінал        |
| Дисципліна                                   | Очки         | Місце        | Очки         | Місце        |
| -------------------------------------------- | ------------ | ------------ | ------------ | ------------ |
| Пневматична гвинтівка, 10 м                  | 408.1        | 33           | Не проходить | Не проходить |
| Гвинтівка, 3 позиції, 50 м                   | 568          | 32           | Не проходить | Не проходить |
| Гвинтівка лежачи, 50 м                       | Н/Д          | Н/Д          | 589          | 8            |
| Пневматична гвинтівка, 10 м, командний залік | Н/Д          | Н/Д          | 1223.1       | 11           |
| Гвинтівка, 3 позиції, 50 м, командний залік  | Н/Д          | Н/Д          | 1713         | 7            |
| Гвинтівка, лежачи, 50 м, командний залік     | Н/Д          | Н/Д          | 1756         | 3            |

## Державні нагороди
- Медаль «За працю і звитягу» (25 липня 2013) — за досягнення високих спортивних результатів на XXVII Всесвітній літній Універсіаді в Казані, виявлені самовідданість та волю до перемоги, піднесення міжнародного авторитету України[4]